# Polykaprolaktonová vlákna

Chemická struktura PCL

Polykaprolaktonová vlákna (mezinárodní zkratka PLC ) jsou výrobky z biologicky odbouratelného  alifatického polyesteru. 
PCL se připravuje polymerizací cyklického monomeru kaprolaktonu. Tato reakce se začala zkoumat ve 30. letech 20. století, asi od 90. let se zabývají odbrorníci intenzivně výzkumem a vývojem PCL vláken. Ve 2. dekádě 21. století bylo např. ve světě zveřejněno na toto téma ročně více než 100 pojednání, pro laboratorní výrobu vlákna byla zhotovena řada zařízení, o výrobě vlákna v průmyslovém měřítku však nebylo do roku 2024 nic známo.

## Vlastnosti vlákna
Hustota 1,14 g/cm³, pevnost 25 cN/tex, tažnost 450 %, bod tavení 60 °C. Vlákno se snadno tvaruje a tvoří směsi s polymery i jinými látkami, pórovitost max. 90 %, rozklad po 3-4 letech (v kompozitech s obsahem želatiny se dá zkrátit doba rozkladu až na 2 týdny)

## Způsoby zvlákňování

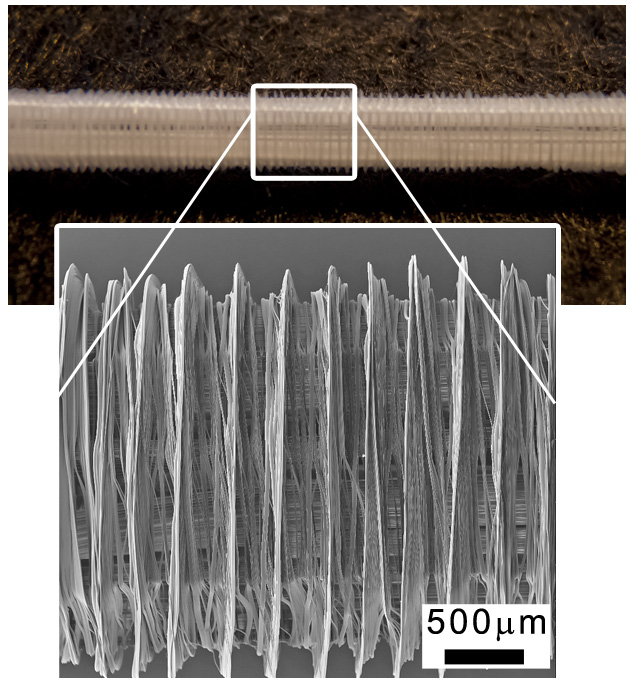
Porézní trubice na tkáňové nosiče vyrobená z PCL 3D tiskem (2013)

Do konce 2. dekády 21. století byly laboratorně vyzkoušeny techniky:
- Tavné zvlákňování - tavení, filtrování, extruze přes trysku, při 85–90 °C, dloužení (5–20 x) za současného chlazení a tuhnutí, odvádění 0,6–2 m/min
- Elektrostatické zvlákňování – na membrány ve tvaru pavučinky, na 3D tisk tkáňových nosičů s příslušně tvarovaným kolektorem, kompozity s keramickými nebo polymerními materiály s podílem PCL 5–40 %, tloušťka vlákna 200–5500 nm
- Mokré zvlákňování - rozpouštění obvykle v acetonu, filtrace, tažení přes trysku, srážení, tloušťka vlákna 100-300 µm
- Odlévání rozpouštědla s vymýváním částic (fólie ze směsi PCL a  PLA se zahřívá na hlazené ploše)
- Technika  oddělené fáze (směs PCL/PLA studenou extrakcí)
- Rotační povrstvování (rotací substrátu se tvoří tenká fólie ze směsi polystyren/PCL)[5][4][6]

## Použití
Dlouhodobě kontrolované dávkování léků, chirurgické šicí nitě, tkáňové inženýrství (textilní tkáňové nosiče)